# Етна (Вајоминг)
Етна (енгл. Etna) насељено је место без административног статуса у америчкој савезној држави Вајоминг.

## Демографија
По попису из 2010. године број становника је 164, што је 41 (33,3%) становника више него 2000. године.
| Група             | 2000.       | 2010.       |
| Белци             | 111 (90,2%) | 149 (90,9%) |
| Афроамериканци    | 2 (1,6%)    | 0 (0,0%)    |
| Азијати           | 0 (0,0%)    | 0 (0,0%)    |
| Хиспаноамериканци | 6 (4,9%)    | 12 (7,3%)   |
| Укупно            | 123         | 164         |